# 3-Fosfogliceratna fosfataza
3-Fosfogliceratna fosfataza (EC 3.1.3.38, D-3-fosfogliceratna fosfataza, 3-PGA fosfataza) je enzim sa sistematskim imenom D-glicerat-3-fosfat fosfohidrolaza. Ovaj enzim katalizuje sledeću hemijsku reakciju
-glicerat 3-fosfat + H2O {\displaystyle \rightleftharpoons } -glicerat + fosfat
Ovaj enzim ima široku specifičnost. Najbolji supstrat je 3-fosfoglicerat.

## Literatura
- Nicholas C. Price; Lewis Stevens (1999). Fundamentals of Enzymology: The Cell and Molecular Biology of Catalytic Proteins (Third изд.). USA: Oxford University Press. ISBN 019850229X.
- Eric J. Toone (2006). Advances in Enzymology and Related Areas of Molecular Biology, Protein Evolution (Volume 75 изд.). Wiley-Interscience. ISBN 0471205036.

## Spoljašnje veze
- 3-phosphoglycerate+phosphatase на 